# Synaptantha tillaeacea
Synaptantha tillaeacea là một loài thực vật có hoa trong họ Thiến thảo. Loài này được (F.Muell.) Hook.f. miêu tả khoa học đầu tiên năm 1873.

## Hình ảnh

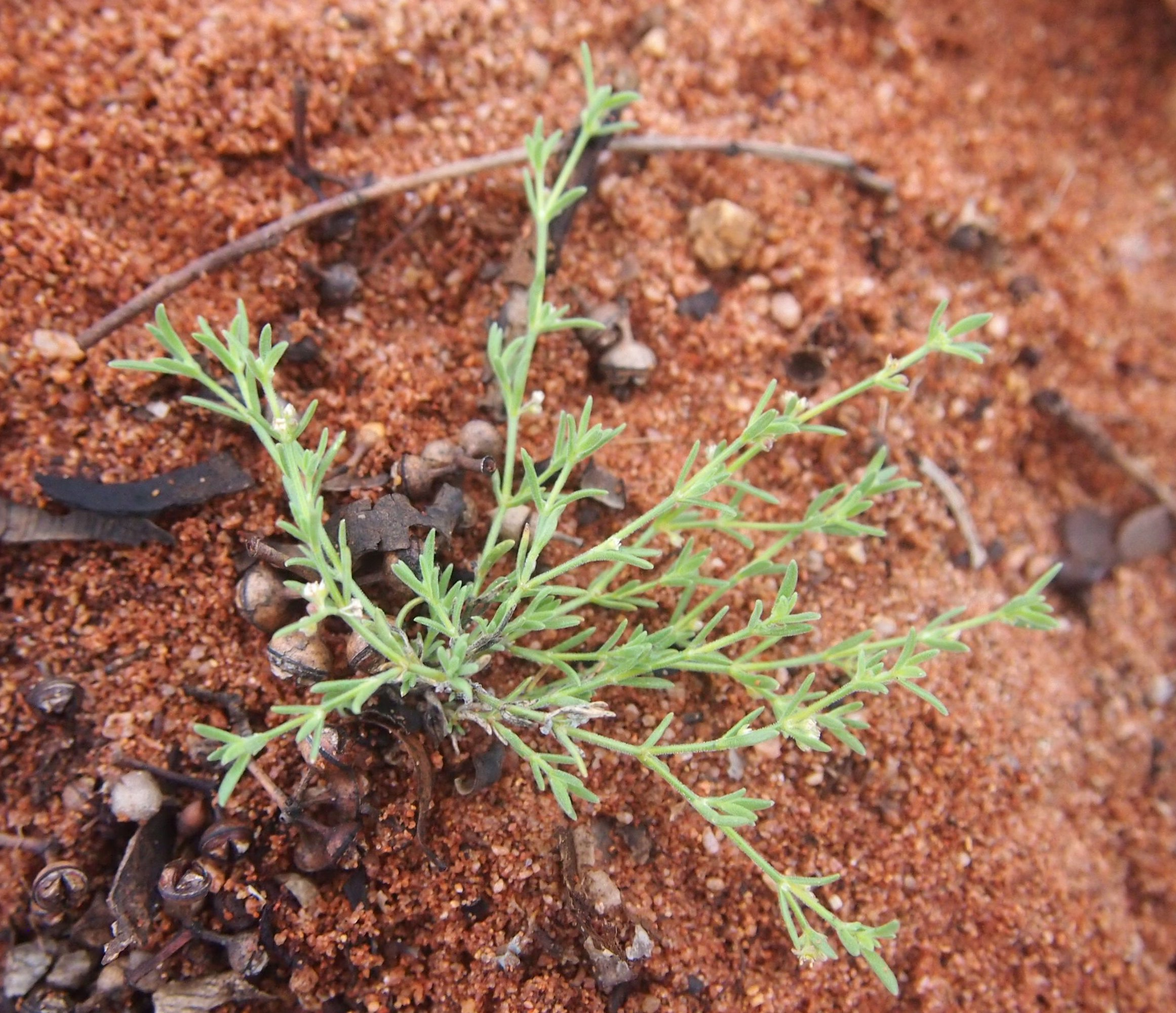